# Đại học Shinawatra

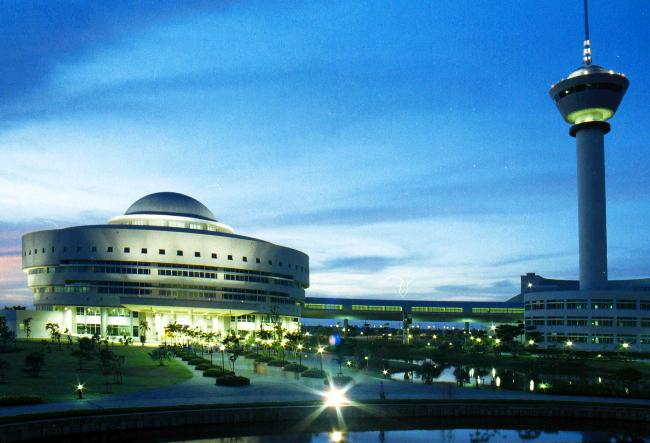
Khuôn viên chính của trường tại Pathumthani

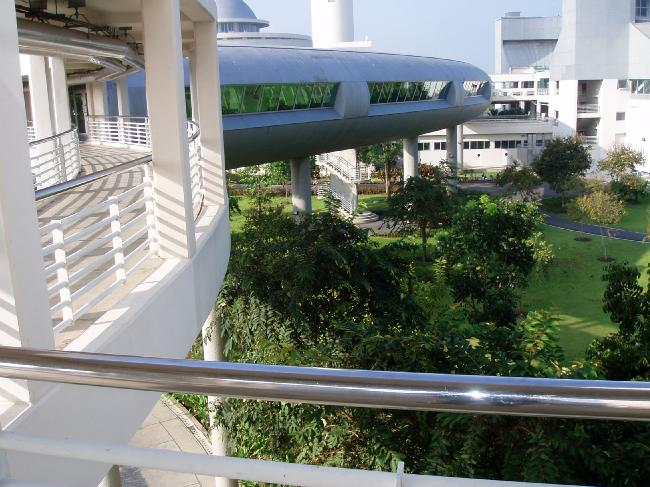
Đường hầm trên cao dẫn tới khu ký túc xá

Đại học Shinawatra (viết tắt: SIU) là một đại học tư nhân được thành lập bởi cựu thủ tướng Thái Lan, tiến sĩ Thaksin Shinawatra và các đồng sự với ý tưởng ban đầu hỗ trợ việc phát triển giáo dục. Việc thiết kế và xây dựng môi trường học tập thân thiện được kế tục bởi tiến sĩ Soontorn Boonyatikarnin năm 1997. Năm sau đó, các kế hoạch đổi mới tiếp tiếp tục được giới thiệu tới công chúa Hoàng gia Mahachakri Sirindhorn và Bộ giáo dục Thái Lan để cấp phép phát triển cuối năm 1999.